# Cam An, Khánh Hòa
Cam An là một xã thuộc tỉnh Khánh Hòa, Việt Nam.

## Lịch sử
Ngày 16 tháng 6 năm 2025, Ủy ban Thường vụ Quốc hội ban hành Nghị quyết số 1671/NQ-UBTVQH15 về việc sắp xếp các đơn vị hành chính cấp xã của tỉnh Khánh Hòa năm 2025 (có hiệu lực từ ngày 16 tháng 6 năm 2025). Trong đó, hợp nhất các xã Cam Phước Tây và phần còn lại của xã Cam An Bắc, xã Cam An Nam thành xã Cam An.

## Địa lý
Xã Cam An có ranh giới với các xã, phường:
- Phía Bắc giáp với xã Cam Hiệp.
- Phía Nam giáp với phường Ba Ngòi.
- Phía Đông giáp với phường Bắc Cam Ranh.
- Phía Tây giáp với xã Đông Khánh Sơn.

Xã có diện tích 122,02 km², dân số năm 2025 là 19.534 người, mật độ dân số đạt 160 người/km².